# Bharitalasuchus
Bharitalasuchus es un género extinto de arcosauriforme eritrosúquido conocido de la Formación Yerrapalli del Triásico Medio en India. Contiene una sola especie, Bharitalasuchus tapani, conocida a partir de un holotipo y un paratipo que consta de fragmentos craneales con dientes (maxilares y posibles premaxilares), al menos 17 vértebras presacras, costillas, probables intercentros, cinturas escapular y pélvica fragmentarias, un fémur y elementos tibiofibulares, con todo el animal midiendo unod ~2,3 metros de largo. El descubrimiento y la descripción de este taxón fue importante para comprender no solo la edad de la Formación Yerrapalli, sino también la distribución global de los eritrosúquidos en el momento de su desaparición.

## Descubrimiento y clasificación

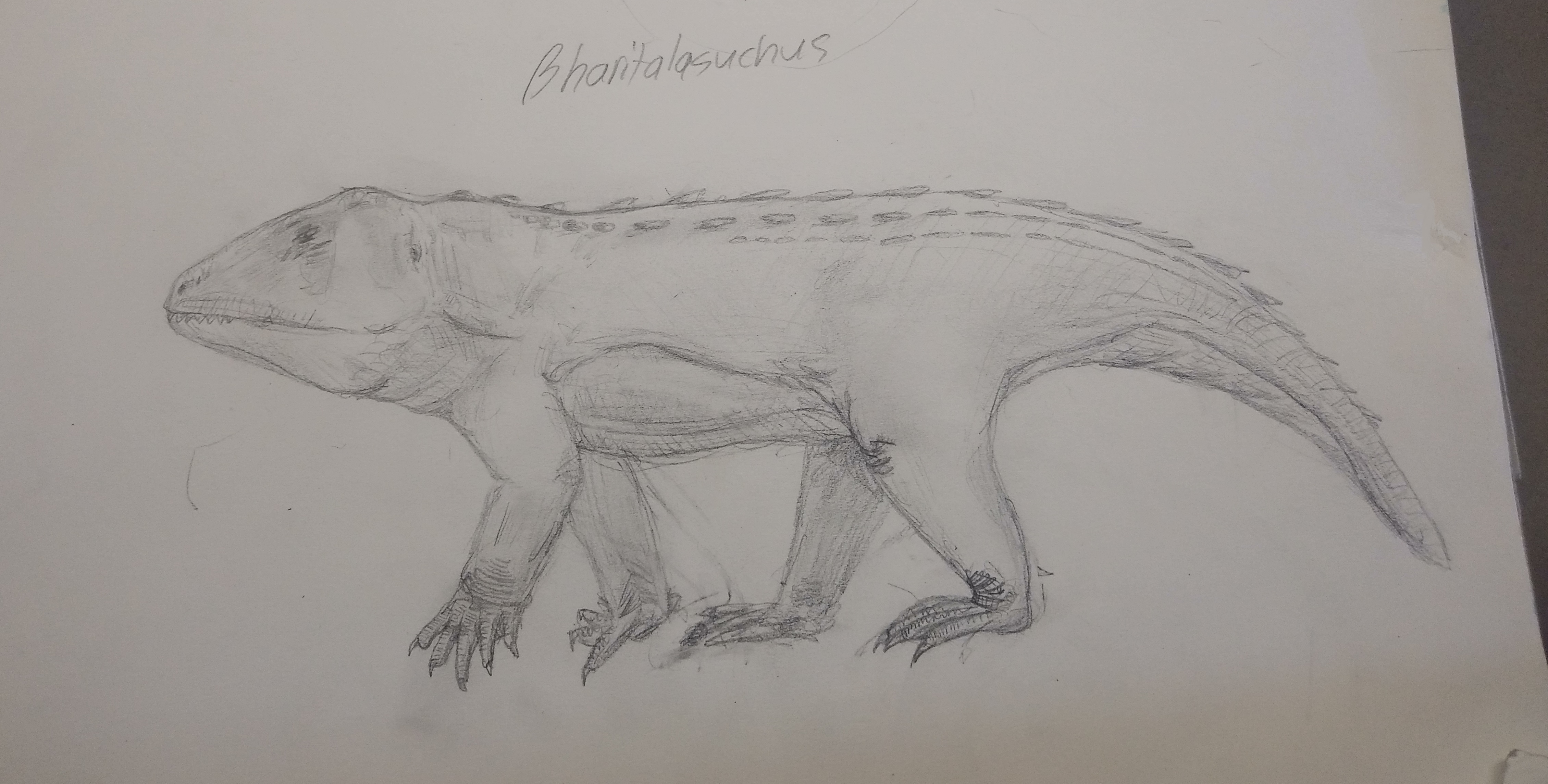
Reconstrucción

Los primeros restos de Bharitalasuchus se recuperaron de la Formación Yerrapalli en la década de 1960 y se alojaron en el Instituto Indio de Estadística de Calcuta, pero nunca se describieron formalmente hasta 2021, y se llamaron Bharitalasuchus tapani por las palabras telugu "Bhari", que significa grande, y "Tala", que significa cabeza; junto con el nombre de la especie tapani como tributo al paleontólogo indio Tapan Roy Chowdhury. Consiste en un holotipo y un paratipo referido con autapomorfias distintivas que son la combinación única de estados de carácter de las características de sus vértebras y otros elementos poscraneales combinados. El análisis filogenético realizado por Ezcura et al. después de su descubrimiento encontró que la especie era la más cercana a Shansisuchus shansisuchus y Chalishevia cothurnata de China y Rusia respectivamente. Su descubrimiento tiene implicaciones importantes sobre el rango geográfico y temporal de los eritrosúquidos en el momento de su extinción.